# Heron thành Byzantium

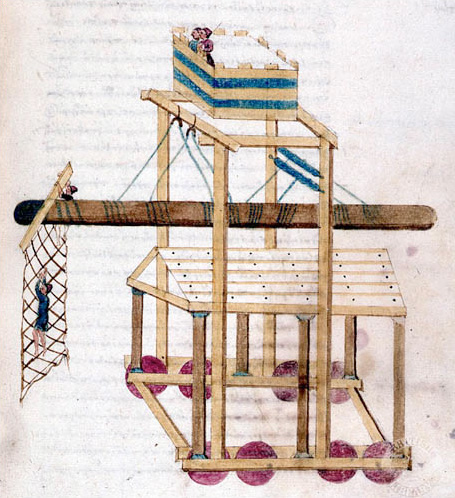
Bản sao Ý một biểu đồ của Heron thành Byzantium.

Heron thành Byzantium hoặc Heron Trẻ là tên gọi được sử dụng để chỉ tác giả Đông La Mã ẩn danh của hai luận thuyết, thường được gọi chung là Parangelmata Poliorcetica và Geodesia, được sáng tác vào giữa thế kỷ 10 và được tìm thấy trong bản thảo thế kỷ 11 nằm trong Thư viện Vatican (Vaticanus graecus 1605). Đầu tiên đây là một poliorketikon, bản hướng dẫn có tranh minh họa các loại khí cụ công thành; thứ hai đây là tác phẩm thiết thực về hình học và đạn đạo học, khiến cho việc sử dụng các địa điểm xung quanh kinh thành Constantinopolis để minh họa cho các phương hướng của nó. Bản thảo bao gồm 58 tờ và 38 hình minh họa màu.
Parangelmata Poliorcetica là một tài liệu viết phỏng theo của sách hướng dẫn về công thành chiến trước đây (k. 100) của Apollodorus thành Damascus, nhưng thay cho các sơ đồ tĩnh, hai chiều của tác phẩm đó, tác giả Đông La Mã này đã sử dụng một góc nhìn ba chiều và nhân vật có kích cỡ con người nhằm làm sáng tỏ các đoạn văn. Khi pháo binh vẫn chưa trở thành một yếu tố trong công thành chiến, bản thân các máy móc có xu hướng là những thứ hữu ích cho việc thúc đẩy một lực lượng tiến đến các công sự và đào hào vây lấn một khi lâm vào tình cảnh đó. Heron còn gộp cả đội hình rùa (tiếng Hy Lạp cổ: χηλῶναι—một loại hình phòng thủ di động được sử dụng để bảo vệ quân lính khỏi bị tấn công trong khi tiếp cận công sự); một loại đội hình rùa mới theo kiểu Slav gọi là laisa (tiếng Hy Lạp cổ: λαῖσα), được tạo ra từ các nhánh cây và dây leo đan xen; cọc rào nhọn; rục phá thành; thang gỗ; tấm lưới; tháp nâng; cầu dã chiến; và các dụng cụ như máy khoan và lỗ khoan. Ngoài tác phẩm của Apollodorus, tác giả còn dựa trên tác phẩm của Athenaeus Mechanicus, Philo thành Byzantium và Biton.

## Ấn bản
- Sullivan, Dennis F., ed. (2000). Siegecraft: Two Tenth-Century Instructional Manuals by "Heron of Byzantium". Dumbarton Oaks Studies XXXVI. Washington, DC: Dumbarton Oaks Research Library and Collection. ISBN 0-88402-270-6.